# Narve Skarpmoen
Narve Skarpmoen (24. prosince 1868, komuna Rollag – 28. srpna 1930, Oslo) byl norský fotograf aktivní v Kristianii na konci devatenáctého a počátku 20. století.

## Životopis
Skarpmoen se přestěhoval do Kristianie a začal studovat u fotografa Nicolaie Egeberga. Své vlastní podnikání započal na adrese Karl den XIIs gate 6 ve Vaterlandu a v roce 1896 přestěhoval obchod na Dronningens gate 36.
Skarpmoen se specializoval na novinářskou fotografii a fotografii přírody. Na začátku 20. století si fotografie postupně nacházely místo v novinách. Skarpmoen byl průkopníkem v této oblasti a byl jedním z prvních fotografů, kteří publikovali aktuální zpravodajské snímky v norských novinách. Jeho první fotografie byla publikována v novinách Aftenposten 16. září 1903. Již v roce 1902 dodával Skarpmoen aktuální fotografie z Norska švédskému týdeníku Hvar 8 dag. Skarpmoen pokračoval ve fotografování aktuálních událostí pro noviny a časopisy po celý zbytek své kariéry. Skarpmoen dokumentoval chudobu v Kristianii kolem roku 1910 pomocí řady obrázků. Fotografie jsou přímé a ukazují, že fotograf má sympatie k lidem, kteří žili v nevhodných podmínkách. Zajímal se o sport a dával slevu sportovcům, kteří se od něho nechali vyfotografovat.
Zastával mnoho významných pozic ve fotografických organizacích, včetně toho, že byl členem správní rady Norského fotografického národního svazu a předsedou Fotografické asociace v Oslu.
Skarpmoen působil v komunitě lidové hudby v Kristianii kolem roku 1900. Od začátku roku 1894 – jejího vzniku – a 9 let byl předsedou „Národní asociace“. Asociace se připojila v roce 1906. V Kristianii se tradičně potkávalo mnoho hudebníků a tanečníků. Sám Skarpmoen hrál na housle. Byl hlavním, kdo se podílel na založení soutěže norské lidové hudby a tance, které byly pořádány v Kristianii v letech 1903 a 1904. V letech 1903–1904 byly zaznamenány houslové melodie, které hráli hudebníci Torstein Odden (1869–1959), Halvor O. Kravik (1859–1925) a Steinar Gladheim (1883–1919) z Numedal a Anders G. Stubberud (1885–1960) ze Sigdalu. Tyto nahrávky jsou doposud (2020) nejstaršími známými nahrávkami, které hrají na tradiční Hardangerské housle. V roce 1926 natočil film Laagendal, který představoval řadu tanečníků z Numedalu. V roce 1920 pořídil známou fotografii skokana Olava Thorshauga, jak zdolává výšku 2,83 m na Bygdøy, Aker (nyní Oslo).

## Galerie

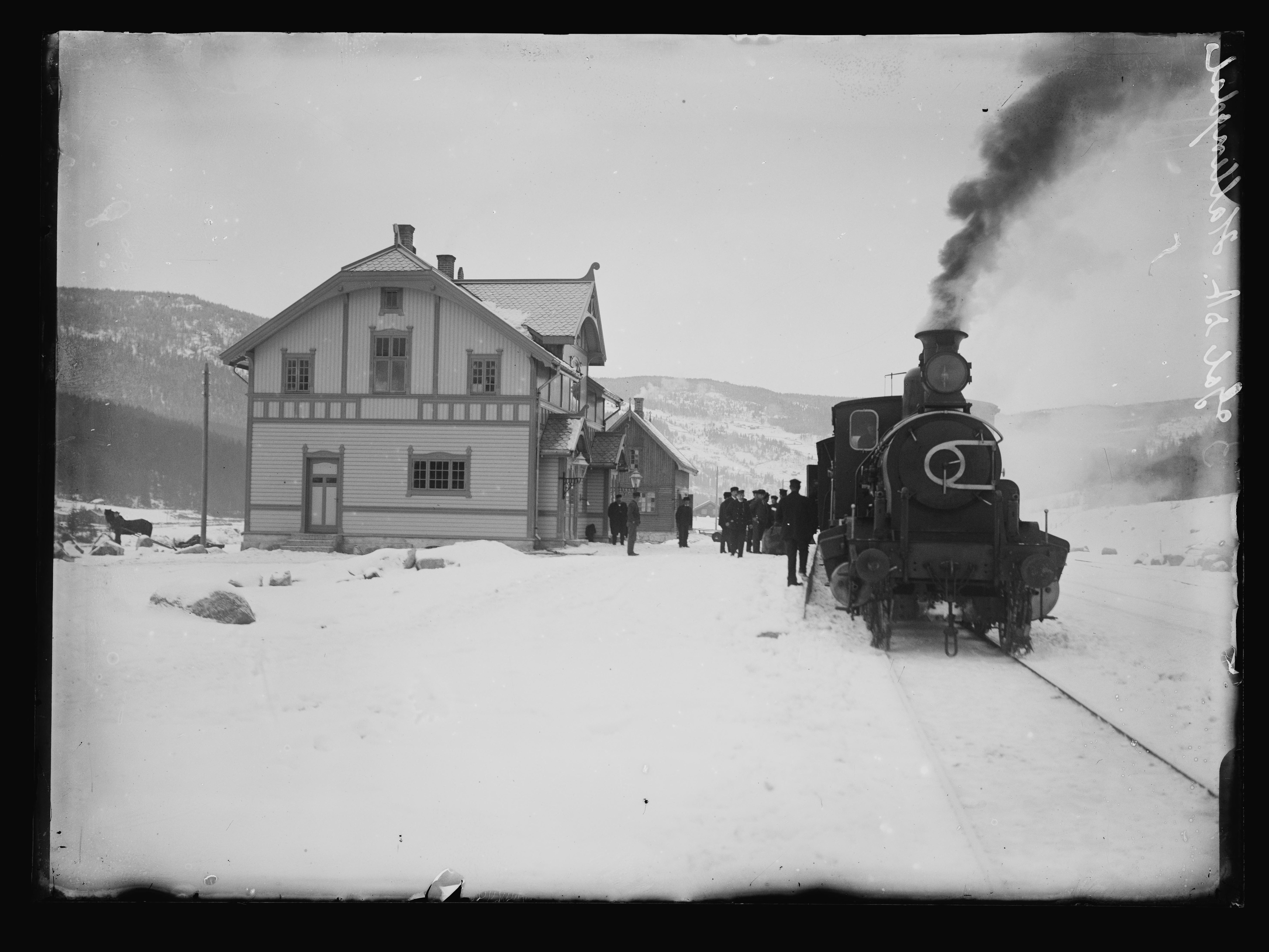
Bergensbanen, Gol st. Hallingdal
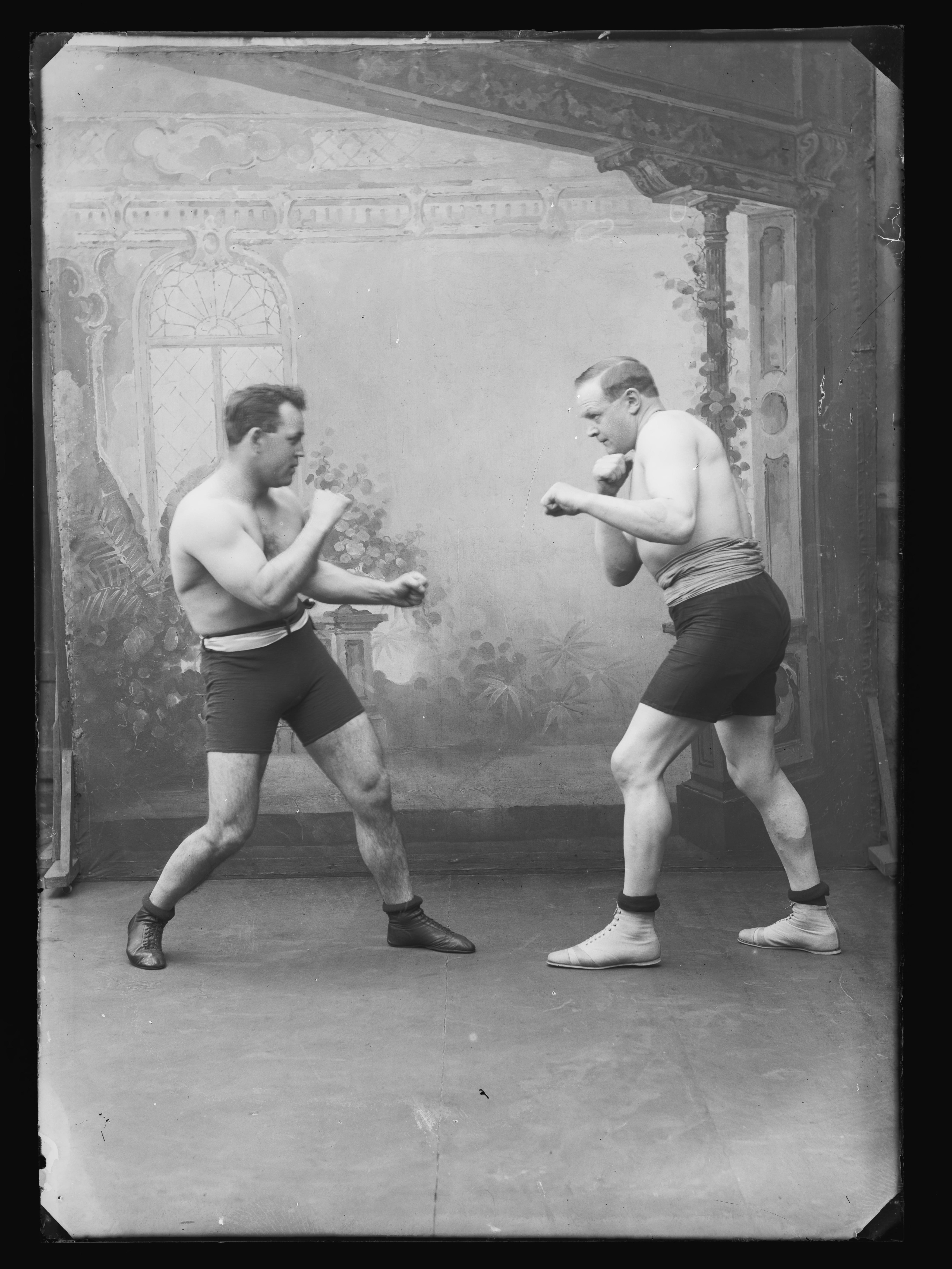
Boxeři
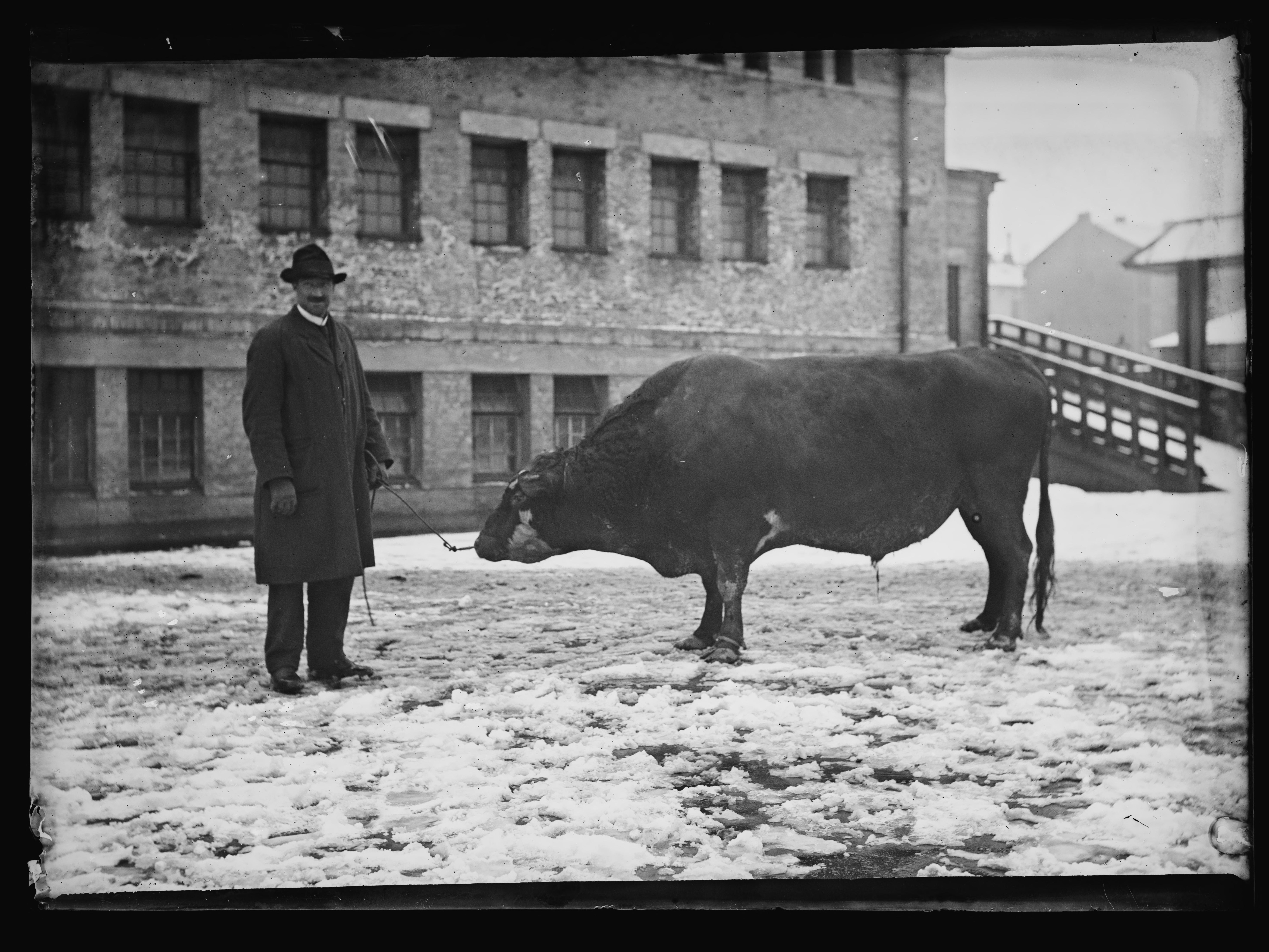
Boslangen
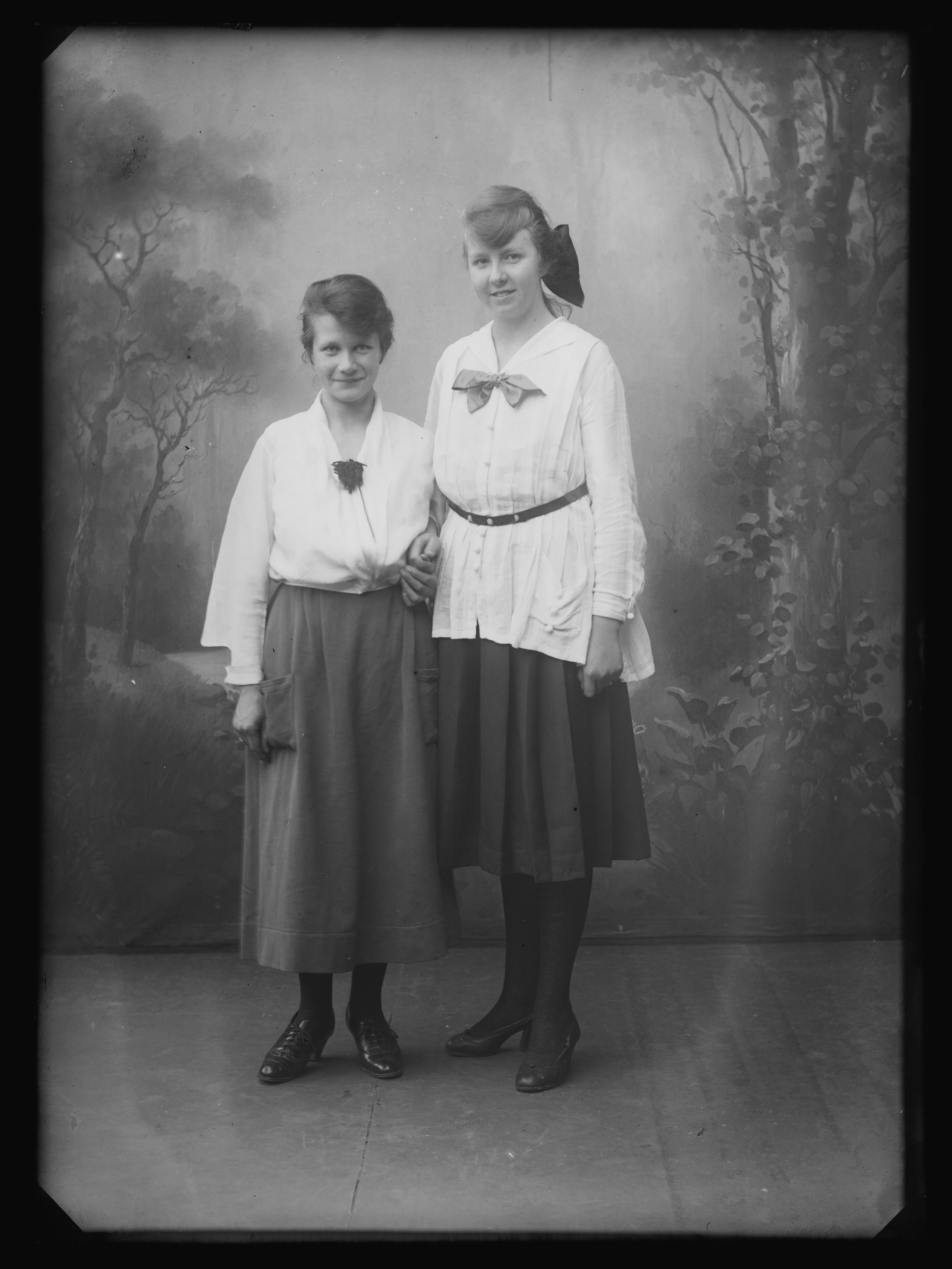
Dvojportrét
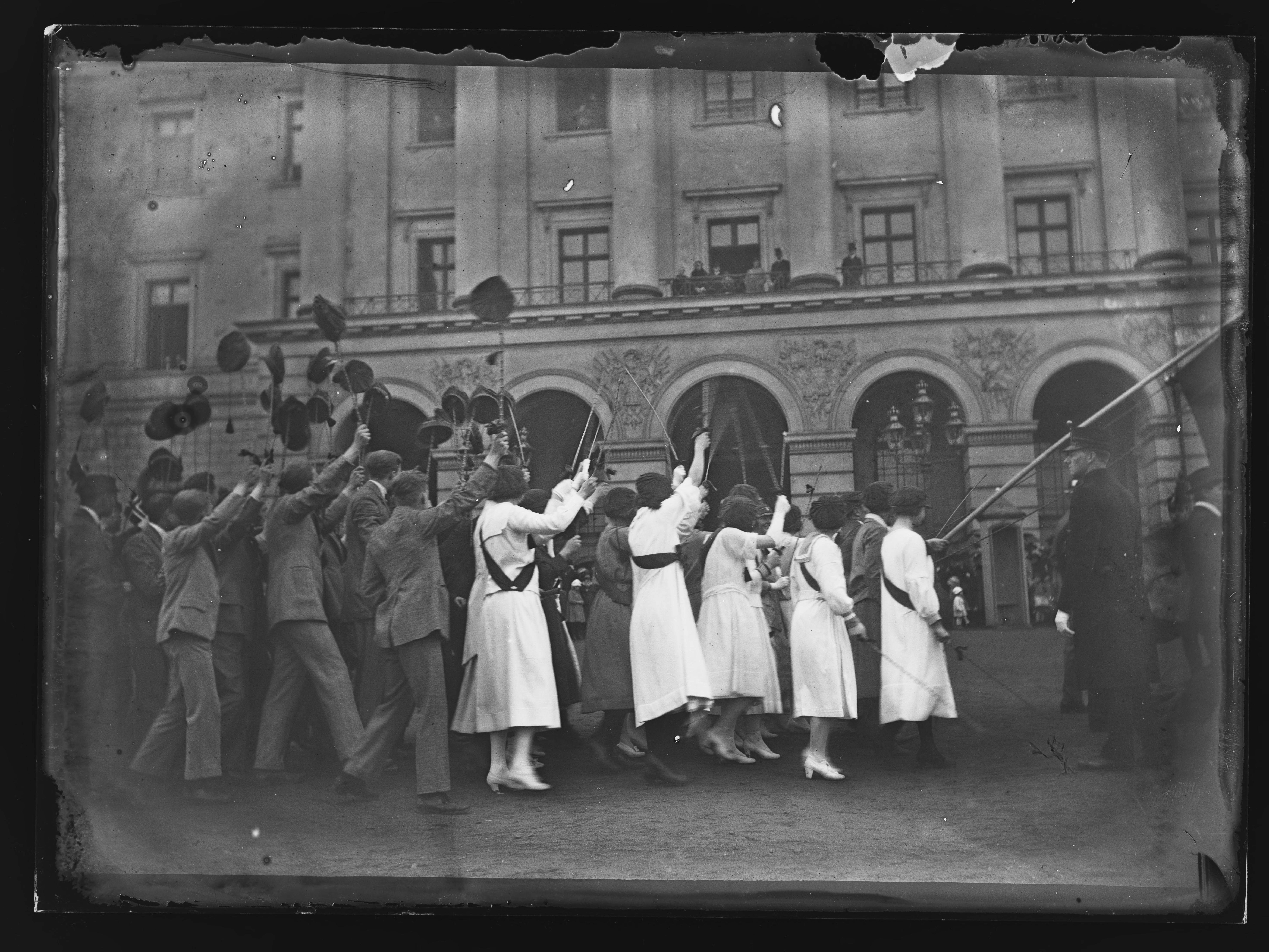
17. května 1924
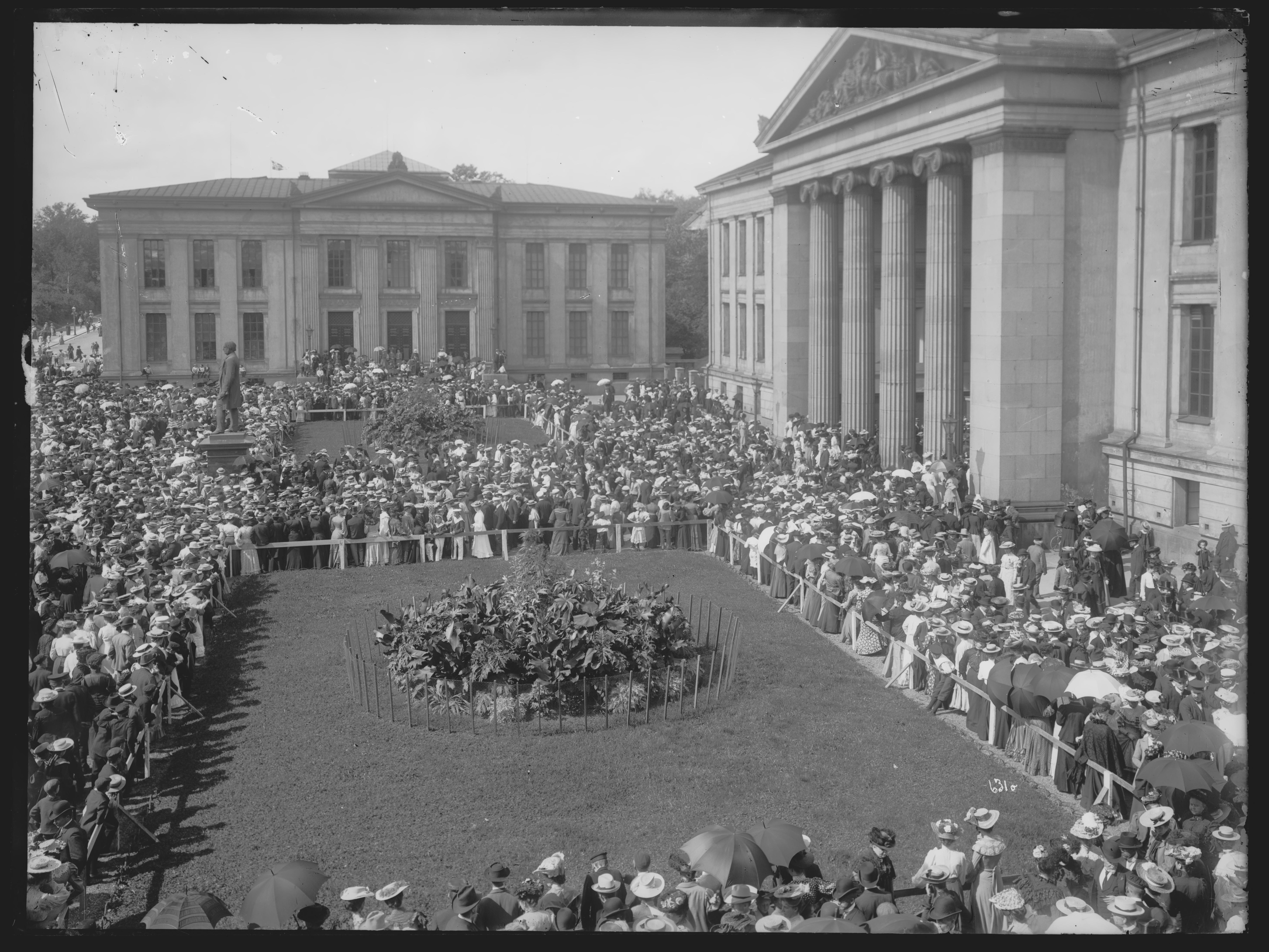
Hlasovací den, 13. srpna 1905
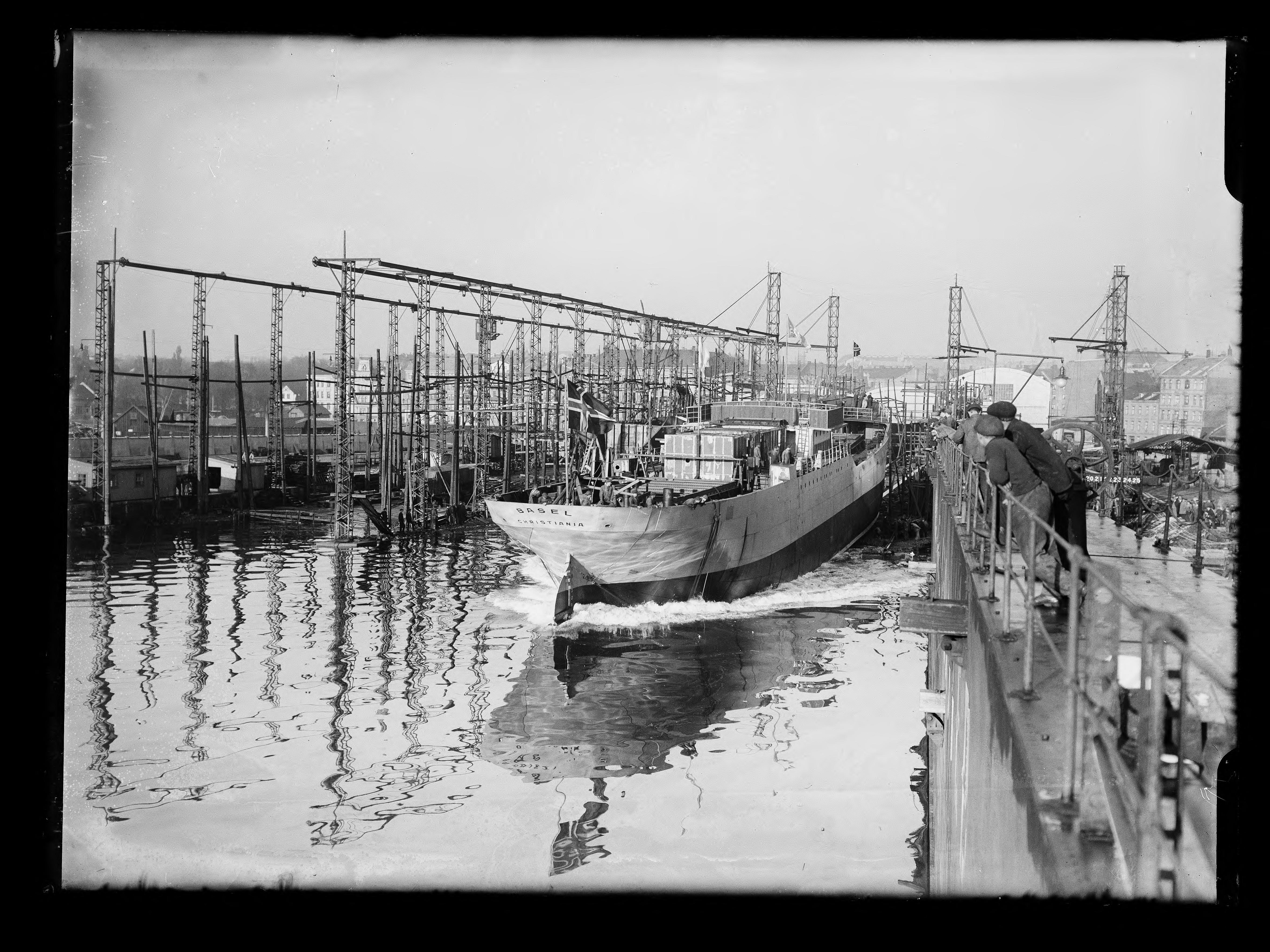
Akers mek verksted
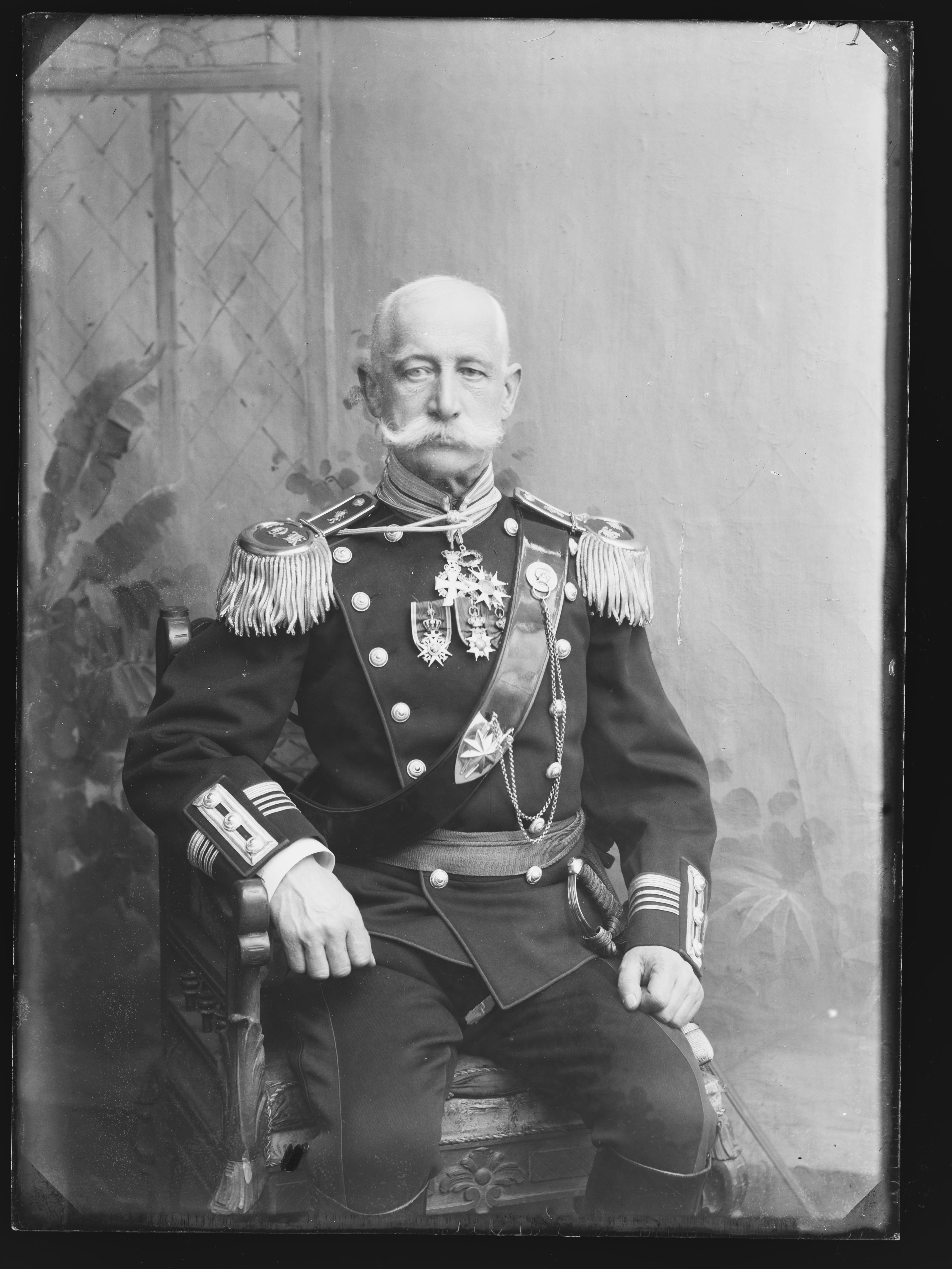
Albert Johannes Maurer